# Шишов, Владимир Александрович (Герой Советского Союза)
Влади́мир Алекса́ндрович Шишо́в (15 июля 1910, дер. Усть-Тосно, Санкт-Петербургская губерния — 9 мая 1969, Отрадное, Ленинградская область) — командир эскадрильи 233-го истребительного авиационного полка 286-й истребительной авиационной дивизии 1-й истребительной авиационной армии Брянского фронта, капитан, Герой Советского Союза (1942).

## Биография
Родился 15 июля 1910 года в деревне Усть-Тосно в крестьянской семье. Окончил 7 классов, работал токарем.
В Красной Армии с 1932 года. В 1933 году окончил Ленинградскую теоретическую школу лётчиков, в 1935 году — Оренбургскую военную авиационную школу пилотов. В 1938 году вступил в ВКП(б). В 1939 году участвовал в боях на реке Халхин-Гол.
На фронтах Великой Отечественной войны с июня 1941 года. В первые месяцы войны старший лейтенант В. А. Шишов служил в 178-м истребительном авиационном полку ПВО, дислоцировавшемся под Москвой. С 10 октября 1941 года назначен комэском в 126 иап, а с 13 ноября 1941 переведен на ту же должность в 565 иап. К концу июля 1942 года командир эскадрильи капитан Владимир Шишов совершил 215 успешных боевых вылетов, в 40 воздушных боях сбил 13 самолётов противника.
Указом Президиума Верховного Совета СССР «О присвоении звания Героя Советского Союза начальствующему составу Красной Армии» от 23 ноября 1942 года за «образцовое выполнение боевых заданий командования на фронте борьбы с немецкими захватчиками и проявленные при этом отвагу и геройство» удостоен звания Героя Советского Союза с вручением ордена Ленина и медали «Золотая Звезда» за номером 763.
С 11 февраля 1944 года вступил в командование 565-м истребительным авиационным полком ПВО 318-й истребительной авиационной дивизии, прикрывавшим небо Москвы.
Всего за годы войны лётчик совершил около трёхсот успешных боевых вылетов, сбив в воздушных боях четырнадцать вражеских самолётов.
В 1946 году В. А. Шишов вышел в отставку в звании майора. Жил в Отрадном, работал в рыболовецком колхозе «Нева».
Скончался 9 мая 1969 года, похоронен в Отрадном.

## Награды и звания
- Медаль «Золотая Звезда» Героя Советского Союза (№ 763);
- орден Ленина:
- орден Красной Звезды;
- Знак «Участнику боёв у Халхин-Гола»
- медали.

## Память
- В городе Отрадное Герою установлен памятник.